# 科學共產主義
科学共产主义（英語：Scientific communism，羅馬化：nauchny kommunizm）是马克思主义的三大主要组成部分之一。共产主义文献将其定义为：“研究社会在共产主义方向上变革的一般社会政治规律、方式、形式和方法的科学”，其理论基础是无产阶级的历史使命（即无产阶级革命）；换言之，它是一门关于“工人阶级斗争与社会革命”的科学，探讨“建设社会主义与共产主义背后的规律”，以及“世界革命过程整体发展”的科学。从更广义上讲，“科学共产主义”可以指整个马克思列宁主义体系，即“对工人阶级斗争中根本利益与目标的科学表达”。换句话说，它是马克思列宁主义社会学的体现。
“科学共产主义”一词早已被卡尔·马克思、弗里德里希·恩格斯、弗拉基米尔·列宁以及其他早期共产主义者所使用，但他们当时的用法，是指他们对世界社会主义与共产主义运动的看法，并非将其视为一个独立的科学学科。